# Vlad II Dracul
Vlad II (Valáquia, 30 de agosto de 1400 — Bălteni, 16 de dezembro de 1447) foi Príncipe da Valáquia por duas vezes: (20 de Janeiro de 1437 - 3 de Julho de 1442 e 24 de Abril de 1444 - 16 de Dezembro de 1447). Conseguiu o trono valaquiano após sair do exílio na Transilvânia e vencer o príncipe Alexandre I da Valáquia
Vlad II recebeu o cognome Dracul em 1431, depois de ter entrado na Ordem do Dragão, fundada em 1408 pelo rei Sigismundo da Hungria (mais tarde Sacro Imperador Romano-Germânico), como parte de um projeto para ganhar os favores políticos da Igreja Católica e para ajudar na proteção da Valáquia contra o Império Otomano.

## Família
Vlad II Dracul era um membro da linhagem Drăculeşti, e filho de Mircea I o Velho , Príncipe da Valáquia, e da sua esposa Maria Tolmay. Era conhecido por ter assassinado membros da linhagem real rival, os Dăneşti, ambas pertencentes à Casa de Bassarabe.

## Campanha Otomana e ascensão ao trono
Em 1431, Alexandre I da Valáquia assumiu o trono, após derrotar e matar Dan II, tendo este último guerreado contra o primo, Radu II da Valáquia pelo trono, desde a morte do irmão deste, Miguel I da Valáquia, em 1420.
Em 1436, após a morte de Alexandre I, Vlad ascendeu ao trono.
Logo em 1442, ausentou-se para negociar na corte otomana para obter o seu apoio para melhor defender o seu Principado contra João Corvino (príncipe da Transilvânia), deixando o seu filho, Mircea, a governar na Valáquia como Príncipe reinante. Porém, após a batalha de Sântimbru em 1442, João e as suas tropas invadiram a Valáquia e forçaram Mircea e Vlad a submeterem-se.
Em 1443, Mircea II foi deposto do trono por um exército invasor liderado por João Corvino, e foi forçado a fugir. Este colocou Bassarabe, filho de Dan II , no trono. No entanto, Bassarabe II ocupou o trono por pouco tempo, pois, passado um ano, perdeu-o para Vlad Dracul, que se encontrava apoiado por exércitos do Império Otomano. Vlad fizera um tratado com os turcos, garantindo que ele lhes iria pagar um tributo anual, bem como o envio de rapazes valaquianos para serem treinados para o serviço nos seus exércitos. Ele também deixou cativos os seus dois filhos, Vlad e Radu, irmãos de Mircea.
Mircea II apoiou o seu pai, mas não apoiou a sua política com o Império Otomano. Mircea II liderou as forças valaquianas numa campanha bem sucedida contra os otomanos com o pleno conhecimento de seu pai, mas sem qualquer apoio ou oposição. Um comandante militar capaz, Mircea II recapturou com sucesso a Fortaleza de Giurgiu em 1445. No entanto, num outro tratado, Vlad permitiu que os Otomanos voltassem a ter controlo sobre a fortaleza, num esforço para manter o seu apoio, e os seus dois filhos seguros.
Em 1443, o novo rei da Hungria, Vladislau I (também rei da Polónia como Vladislau III), lançou uma campanha contra o Império Otomano, sob o comando de João Corvino, de modo a expulsar definitivamente os turcos da Europa. João Corvino exigiu que Vlad cumprisse o seu juramento, como membro da Ordem do Dragão e um vassalo da Hungria. Mas Vlad não o cumpriu.
O Papa Eugénio IV absolveu Vlad de sua promessa, mas exigiu que enviasse o filho, Mircea no seu lugar. É provável que Vlad II tenha inicialmente negado o pedido. Mas acabou por aceitar. O exército cristão foi destruído na Batalha de Varna; João Corvino conseguiu escapar, mas foi responsabilizado por muitos dos seus aliados, incluindo Mircea II e seu pai, pelo desastre. Isto marcou o início das hostilidades entre Corvino e Vlad.
A 16 de Dezembro de 1447, os boiardos aliados de Corvino revoltaram-se contra Vlad, matando-o nuns pântanos perto de Bălteni. O seu filho e herdeiro, Mircea foi cego e enterrado vivo em Târgovişte.

## Casamento e descendência
A identidade da primeira amante de Vlad é desconhecida. Deste relacionamento resultou:
- Mircea (1422 - 12 de Dezembro de 1446), herdeiro do pai, foi cego e enterrado vivo antes do assassinato do pai;

Vlad casou, pela primeira vez, com Cneajna da Moldávia, filha de Alexandre I da Moldávia e tia paterna de Estêvão III, o Grande, de quem teve:
- Vlad  7 de Dezembro de 1431 - 14 de Dezembro de 1476), Príncipe da Valáquia, lutou pelo trono com membros dos Dăneşti, Ladislau II e Bassarabe III;

- Alexandra (?)

Vlad teve outras cinco amantes. Assim, teve de uma nobre valaquiana de nome Călţuna:
- Vlad (c. antes de 1425-Setembro de 1495), Príncipe da Valáquia, lutou pelo trono com membros dos Dăneşti, principalmente Bassarabe IV.

- Radu (1435-1473), Príncipe da Valáquia, lutou pelo trono com membros dos Dăneşti, principalmente Bassarabe III;

De uma outra amante, Vlad teve:
- Mircea III[3][4] (f.depois de 1480), Príncipe da Valáquia, depôs Bassarabe IV, que o destrona após seis meses de reinado.